# میکی زاغه
میکی زاغه (به انگلیسی: Mickey Blue Eyes) یا میکی چشم آبی فیلمی محصول سال ۱۹۹۹ و به کارگردانی کلی ماکین است. در این فیلم بازیگرانی همچون هیو گرانت، جیمز کان، جین تریپل‌هورن، برت یانگ، جیمز فاکس، جو ویترلی، مدی کرنمن، تونی دارو، تونی سیریکو، وینسنت پاستوره، اسکات تامپسون و جان وینتیمیلیا ایفای نقش کرده‌اند.